# Cephaleta brasiliensis
Cephaleta brasiliensis är en stekelart som först beskrevs av De Santis 1963.  Cephaleta brasiliensis ingår i släktet Cephaleta och familjen puppglanssteklar. Inga underarter finns listade.